# Škofija Saint John, New Brunswick
Škofija Saint John je rimskokatoliška škofija s sedežem v Saint Johnu (Kanada).

## Geografija
Škofija obsega območje 60.000 km² z 280.000 prebivalci, od katerih je 112.710 rimokatoličanov (40,3 % vsega prebivalstva).
Škofija se deli na 58 župnij.

## Škofje
- Edward Alfred Le Blanc (15. november 1924–17. februar 1935)
- Patrick Albert Bray (18. marec 1936–17. junij 1953)
- Alfred Bertram Leverman (27. julij 1953–7. september 1968)
- Joseph Neil MacNeil (9. april 1969–2. julij 1973)
- Arthur Joseph Gilbert (3. april 1974–2. april 1986)
- Joseph Edward Troy (2. april 1986–24. september 1997)
- Joseph Faber MacDonald (23. oktober 1998–9. september 2006)
- Martin William Currie (9. september 2006–danes)